# Cosmia magna
Cosmia magna är en fjärilsart som beskrevs av Otto Staudinger. Cosmia magna ingår i släktet Cosmia och familjen nattflyn. Inga underarter finns listade i Catalogue of Life.